# Wilhelm Bousset
Wilhelm Bousset (* 3 de septiembre de 1865 en Lübeck - f. 8 de marzo de 1920 enGießen) fue un teólogo evangélico alemán.
Miembro de la Escuela de la historia de las religiones, contribuyó a la antigua búsqueda del Jesús histórico.

## Biografía
Bousset era descendiente de una familia de Hugonotes. Su padre fue Johann Hermann Bousset,  pastor luterano durante 37 años, de la parroquia de St. Lorenz en Lübeck. Su madre, Augusta Bousset (* 25 de febrero de 1837; † abril 1897), pertenecía a la familia Hartwig de Lübeck, dueña de los viveros de plantas "Steltzner und Schmalz". Su tía política fue Teresa Bousset, viuda de Joachim Christian Bousset, que en la novela de Thomas Mann "Los Buddenbrooks"  representa Sesemi Weichbroth.  Este entorno familiar influyó enormemente en su  religiosidad. Estudió hasta 1884 en el instituto Katharineum de Lübeck  y después Teología Protestante en las universidades de Erlangen, Leipzig y Gotinga. En Erlangen se incorporó a la asociación de estudiantes cristianos Uttenruthia, donde conoció a Ernst Troeltsch, con el que mantuvo una amistad por el resto de su vida. Durante su etapa en Gotinga, se unió a la asociación de estudiantes Burschenschaft Germania. 
En la Universidad de Gotinga, obtuvo en 1890 la Habilitación en la asignatura Teología del Nuevo Testamento. Después de varios años como profesor universitario, en 1896 fue nombrado catedrático. En 1915 fue elegido miembro de la Academia de Ciencias de Göttinger. En 1916 consiguió un puesto en la  Universität de Gießen, donde enseñó hasta su muerte en 1920. 
Como miembro del  Sínodo de Hannover, demandó la participación activa de las mujeres en la iglesia, enfrentándose a otros grupos de la iglesia. Defendió que las mujeres pudieran estudiar teología y expresó la necesidad de que las mujeres pudieran ser pastoras (sacerdotisas).
El enfrentamiento de los trabajadores contra la iglesia y la religión, le preocupaba profundamente y se entusiasmó pronto con las ideas de Friedrich Naumann, afiliándose en 1919, junto a su amigo Ernst Troeltsch, en el Partido Democrático Alemán.

## Sinopsis
Su último libro Kyrios Christos,  es seguramente uno de los libros académicos más influyentes en la historia del Nuevo Testamento y en los orígenes del cristianismo. Como Bousset indica en su prólogo, el libro se centra en investigar las causas que originaron el culto a Jesús en los primeros círculos cristianos y en que circunstancias pudo en la religión judía, caracterizada radicalmente por un monoteísmo estricto, para que los creyentes se sintieran tan libres para agregar en el culto, una segunda figura divina (Jesús).
Mantuvo que a diferencia de las comunidades judeocristianas en Palestina, este culto es exclusivo en las comunidades «helenísticos gentiles»,  influenciadas por ideas pagano-helenísticas, donde la  veneración a los semidioses y héroes divinizados (incluyendo al Emperador) eran de uso corriente. En estas comunidades es donde se mueve y predica Pablo de Tarso.

## Obra
- Jesu Predigt in ihrem Gegensatz zum Judentum. Ein religionsgeschichtlicher Vergleich. 1893

- Der Antichrist in der Ueberlieferung des Judentums, des neuen Testaments und der alten Kirche : ein Beitrag zur Auslegung der Apocalypse. Gotinga: Vandenhoeck & Ruprecht, 1895

- Die Offenbarung Johannis. Neu bearbeitet (Kritisch-Exegetischer Kommentar Über Das Neue Testament). Gotinga, 1896

- Contribuciones en la Enciclopedia Bíblica 1903

- La religión de los judios en el Nuevo Testamento:  Zeitalter 1903

- Das Wesen Der Religion Dargestellt an Ihrer Geschichte 1904

- Religionsgeschichtliche Studien: Aufsdtze Zur Religionsgeschichte Des Hellenistischen Zeitalters

- Hauptprobleme Der Gnosis 1907

- Kyrios Christos. Geschichte des Christusglaubens von den Anfängen des Christentums bis Irenaeus. Gotinga: Vandenhoeck & Ruprecht, 1913